# عبد الرزاق آخند زاده
ملا عبد الرزاق آخوند زاده (مواليد 1958) هو وزير داخلية سابق في الحكومة الأفغانية في حكومة طالبان. ويعتقد أنه عضو في قيادة طالبان. يشاع أنه ينتمي إلى قبيلة أتشاكزاي من عائلة من قرية جلال الدين في منطقة سبين بولداك بمقاطعة قندهار؛ كما يُزعم أنه في الواقع ليس أفغانيًا، لكنه مواطن باكستاني.
سافر عبد الرزاق إلى باكستان في منتصف مايو 2000 لمناقشة تسليم المجرمين وتهريب المخدرات واتفاقية التجارة العابرة بين أفغانستان وباكستان. وطالبت باكستان بإغلاق 18 معسكرا تدريبيا أفغانيا حيث يعتقد أن المسلحين الباكستانيين يتلقون تدريبات.
وذكرت صحيفة سكوتسمان البريطانية أن عبد الرزاق كان من الأعضاء المؤسسين لحركة طالبان، وأنه كان يرأس دائرة جمارك طالبان؛ وكان فيما بعد وزيرًا للداخلية. وذكرت مقالة 11 مايو 2003 أن عبد الرزاق كان الرجل الثاني في هيكل القيادة العسكرية لطالبان الجديد آنذاك.

## انظر أيضُا
- نور جلال
- عبد الحق آخند